# Heinkel HD 26
Хейнкель HD 26 (нем. Heinkel HD  26) — немецко-японский истребитель.
HD 26 разрабатывался параллельно с HD 23, однако HD 26 предназначался для катапультного запуска. HD 26 представлял собой одноместный деревянный биплан на двух поплавках, оборудованный 8-цилиндровым двигателем Hispano-Suiza HS 8 мощностью 300 л. с. Вооружение самолета состояло из одного 7,7-мм синхронного пулемета. Самолёт прошел испытания весной 1925 года  и летом отправлен в Японию.

## Лётно-технические характеристики
| Размах крыла, м              | 11,80                        |
| Длина, м                     | 8,44                         |
| Высота, м                    | 3,59                         |
| Площадь крыла, м2            | 37,84                        |
| Масса, кг                    |                              |
| пустого самолета             | 1150                         |
| нормальная взлетная          | 1677                         |
| Тип двигателя                | 1 ПД Hispano-Suiza HS 8      |
| Мощность, л.с.               | 1 х 300                      |
| Максимальная скорость , км/ч | 185                          |
| Крейсерская скорость , км/ч  | 165                          |
| Практическая дальность, км   |                              |
| Скороподъемность, м/мин      | 400                          |
| Экипаж                       | 1                            |
| Вооружение:                  | один передний 7.7-мм пулемет |